# 엘리자베스 룀
엘리자베스 롬(Elisabeth Röhm, 영어 발음: /roʊm/, 1973년 4월 28일 ~ )은 미국의 배우, 감독이다.

## 작품 목록

### 영화 출연
- 미스 에이전트 2 (2005)
- 아메리칸 허슬 (2013)
- 조이 (2015)
- 위시 어폰 (2017)
- 원스 어폰 어 타임 인 베니스 (2017)
- 트라이브 오브 팔로스 버디스 (2017, The Tribes of Palos Verdes)
- 트래픽트 (2017, Trafficked)
- 콘 맨 (2018, Con Man)
- 밤쉘: 세상을 바꾼 폭탄선언 (2019)

### 텔레비전 출연
- 엔젤 (1999-2001)
- 로앤오더: 범죄 전담반 (2001-05)

### 영화 연출
- 걸 인 더 베이스먼트 (2021, Girl in the Basement)